# Metro w Wuxi
Metro w Wuxi  Wuxi Metro to kolejowy system tranzytowy obsługujący miasto Wuxi w prowincji Jiangsu w Chińskiej Republice Ludowej. Jest zbudowany i obsługiwany przez Wuxi Metro Group Co., Ltd. Na koniec stycznia 2024 r. Metro Wuxi uruchomiło łącznie 5 linii o łącznej długości około 145 kilometrów.

## Działające linie

### Działa
Linia 1
Linia 2
Linia 3-1
Linia 4-1
Linia S1

### w budowie
Linia 4-2
Linia 5-1
Linia 6-1
Linia S2

### planowanie
Linia 4-3
Linia 5-2
Linia 6-2
Linia 3Przedłużenie północne
Linia 3Przedłużenie południowe
Linia 3linia oddziałowa
Linia 2przedłużenie na wschód
Linia 7
Linia 8